# Васт Фірі
Васт Фірі (англ. Vast Phiri; нар. 3 лютого 1996, Замбія) — замбійська футболістка, захисниця клубу «ЗЕСКО Юнайтед» та національної збірної Замбії. Одна з гравчинь, яка поїхала на футбольний турнір Літньої Олімпіади 2020 року.

## Клубна кар'єра
З 2018 року захищає кольори замбійського клубу «ЗЕСКО Юнайтед».

## Кар'єра в збірній
У 2018 році отримала виклик до національної збірної Замбії для участі в Кубку африканських націй. На вище вказаному турнірі дебютувала 18 листопада 2018 року в переможному (5:0) поєдинку проти Екваторіальної Гвінеї. Васт вийшла на поле на 90+3-ій хвилині, замінивши Агнес Мусасе. Цей матч так і залишився єдиним для Фірі на вище вказаному турнірі.